# Bleu de Bonneval-sur-Arc
Bleu de Bonneval-sur-Arc, dit plus couramment Bleu de Bonneval, est une marque commerciale française attachée à un fromage industriel de lait cru de vache à pâte persillée. Cette marque appartient aux 60 agriculteurs sociétaires constituant la  coopérative agricole « Coopérative laitière de Haute-Maurienne Vanoise ». Les éleveurs-coopérateurs produisent le lait dans la vallée de la Maurienne. La laiterie de la coopérative où sont transformés les laits en fromage est installée à Lanslebourg-Mont-Cenis dans le département de la Savoie. Cette transformation laitière sous marque collective privée s'inspire de celle mise en œuvre pour l'obtention du fromage d'appellation d'origine bleu de Termignon.

## Fabrication
Ce fromage est fabriqué à partir de laits crus et entiers des vaches de races Tarentaise et Abondance issu des exploitations de Bessans et de Bonneval-sur-Arc par le biais de la coopérative laitière de Haute-Maurienne - Vanoise. Le lait arrive à l’atelier de Bessans pour y être dépoté, pesé, filtré puis envoyé dans une cuve en cuivre de 1 200 L.
Le lait est chauffé à 34 °C puis mélangé à des ferments (notamment le penicillium roqueforti pour le développement du « bleu »). À la suite de quoi on ajoute de la présure à la cuve afin que le lait coagule. Lorsque le caillé est suffisamment ferme, on le tranche en gros cube « grain » qu'on laisse égoutter. Le caillé durcit en expulsant partiellement le lactosérum « le petit lait », il est ensuite placé dans des moules. Le salage intervient ensuite pendant deux jours.
Lors de l'affinage en cave, il faut effectuer le piquage afin d'aérer le fromage à cœur pour que le ferment puisse se développer de manière homogène. L'affinage dure entre quatre et huit semaines entre 11 °C et 13 °C, dans une cave de Bessans.

## Description
Le fromage entier pèse en moyenne entre 2,5 kg et 3 kg et contient en moyenne 28 % de matière grasse sur poids total. De forme cylindrique avec un talon droit et une croûte bleu-gris, c'est un fromage doux à pâte fondante avec des moisissures bleues.

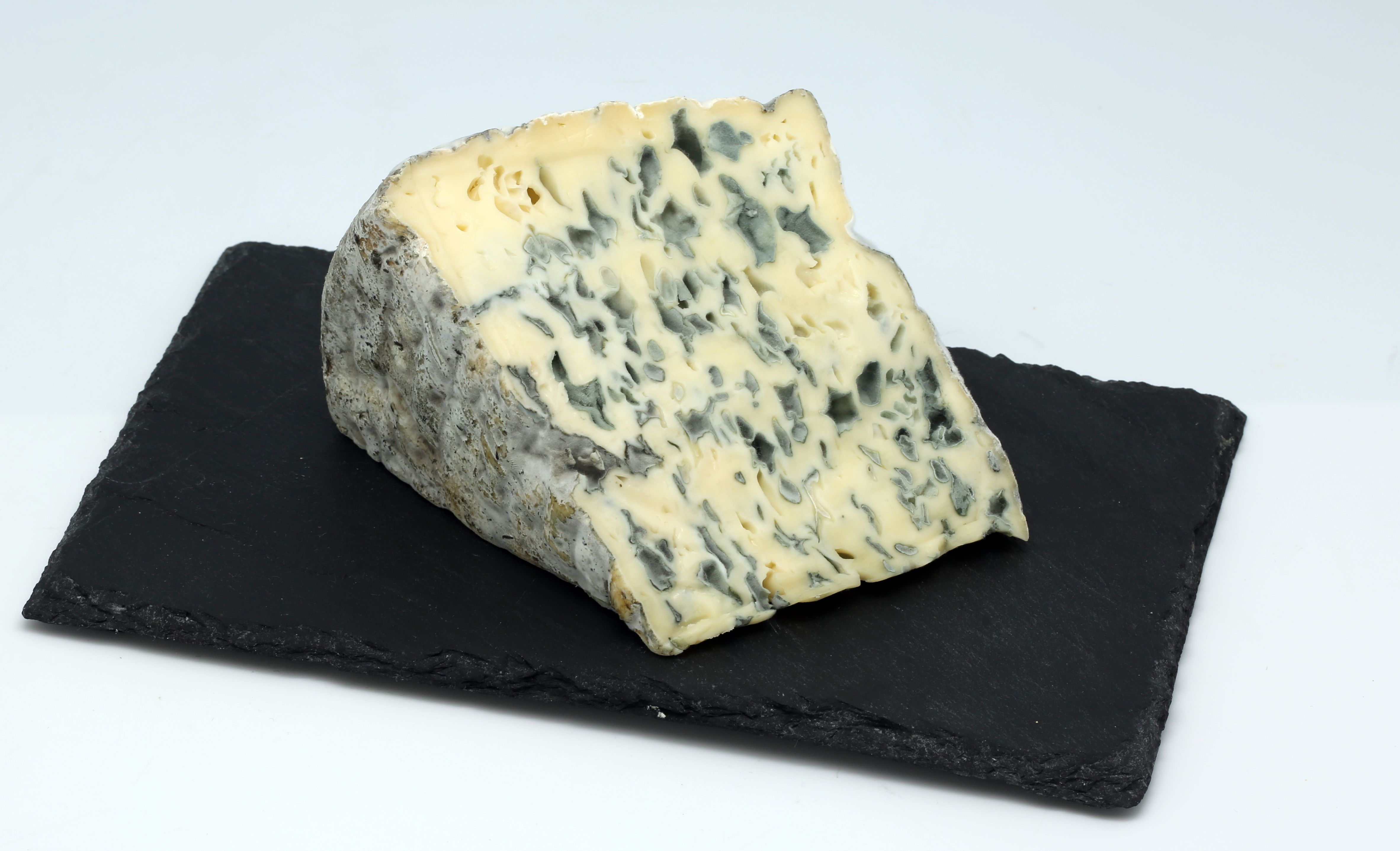
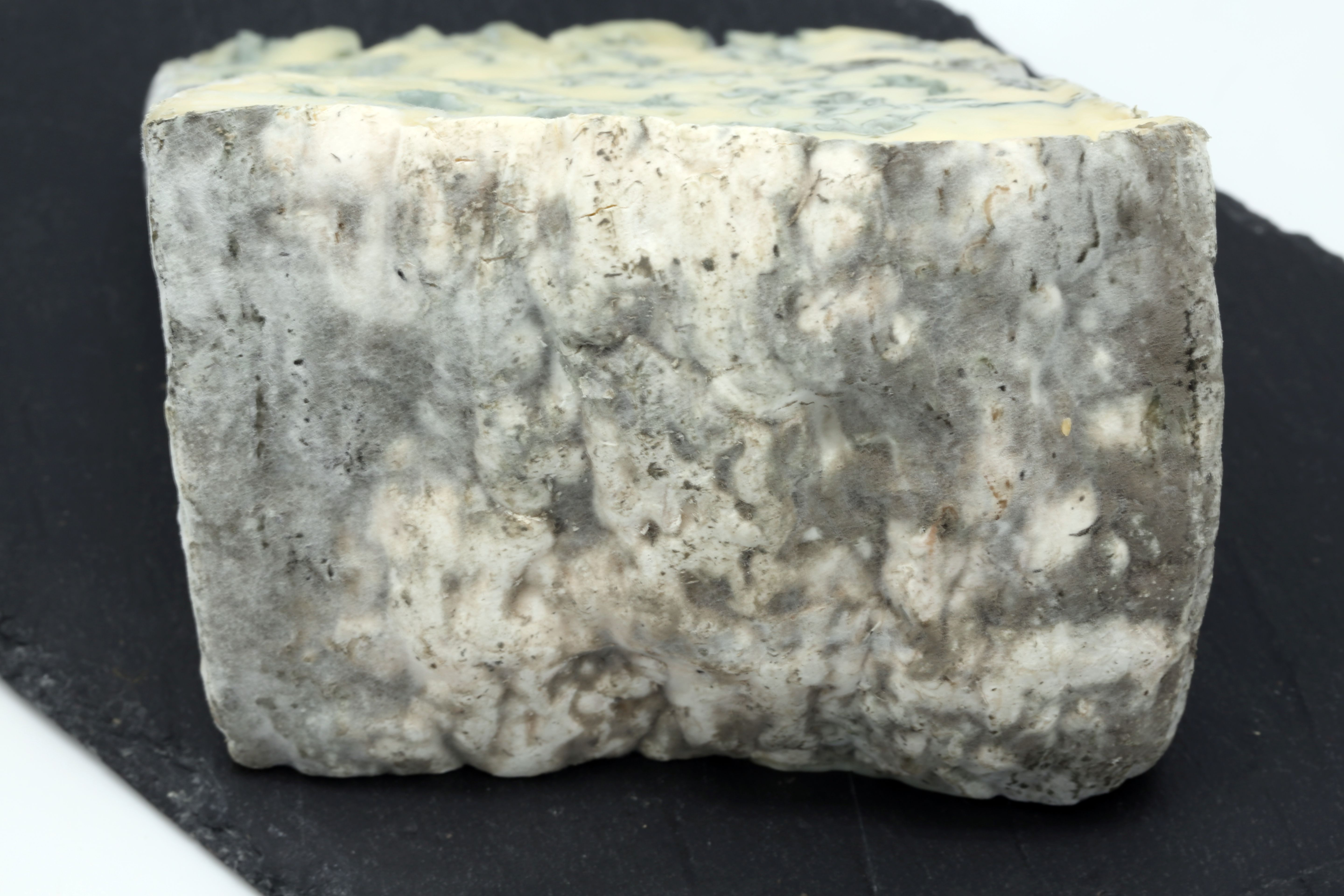
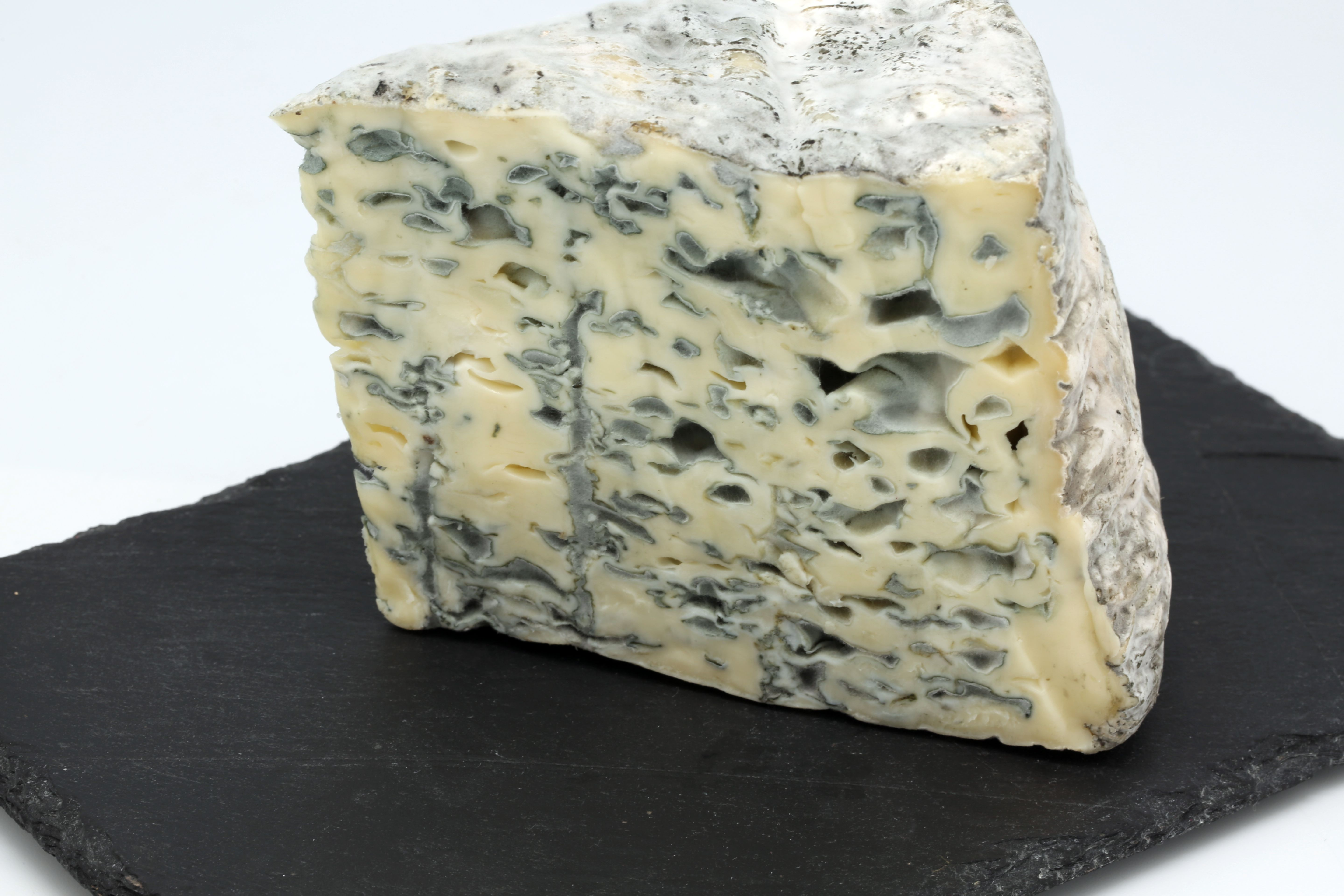

## Marques déposées
La marque Bleu de Bonneval-sur-Arc ainsi que son logotype sont des marques déposées à l'INPI.